# Peter Plaugborg
Peter Kim Plaugborg (* 12. April 1980 in Ølgod) ist ein dänischer Schauspieler.

## Leben
Der 2,01 m großgewachsene Peter Plaugborg wuchs in der westdänischen Kleinstadt Ølgod auf.
Er absolvierte seine Schauspielausbildung von 2003 bis 2007 an der Schauspielschule des Odense Teater, wo er auch sein Bühnendebüt als Darsteller hatte. Als Bühnendarsteller wirkte er in zahlreichen Theaterstücken und in Musicals mit, so unter anderem auch am Königlichen Theater Kopenhagen. Seit dem Jahr 2008 hat er als Schauspieler vor der Kamera in bislang mehr als 30 Film-und-Fernsehproduktionen mitgewirkt. Plaugborg wurde für sein filmisches Schaffen mehrmals ausgezeichnet, darunter auch zweimal mit dem Robert als Bester Nebendarsteller. Im Jahr 2015 wurde ihm der Dannebrogorden verliehen. Nebenbei ist er auch als Synchronsprecher für Zeichentrickfilme aktiv, wie beispielsweise für Asterix.

## Filmografie (Auswahl)
- 2008: Tage des Zorns
- 2008: Der Kandidat
- 2009: Bruderschaft
- 2010: Submarino
- 2013: Erbarmen
- 2013: Borgen – Gefährliche Seilschaften (Fernsehserie, 1 Folge)
- 2014: 1864 (Fernsehserie, 6 Folgen)
- 2015: Die Hüterin der Wahrheit – Dinas Bestimmung
- 2015: The Idealist – Geheimakte Grönland
- 2020: Cry Wolf (Fernsehserie, 8 Folgen)